# Gmina Frashër
Gmina Frashër (alb. Komuna Frashër) – gmina miejska położona w południowej części Albanii. Administracyjnie należy do okręgu Përmet w obwodzie Gjirokastra. W 2011 roku populacja gminy wynosiła 387 osób w tym 177 kobiet oraz 210 mężczyzn, z czego Albańczycy stanowili 99,48% mieszkańców. 
W skład gminy wchodzi siedem miejscowości: Frashëri, Gostivisht, Miçan, Verçisht, Soropull, Zavalan, Ogren-Kostrec, Kreshovë.